# زولتان ستانیتی
زولتان ستانیتی (مجاری: Sztanity Zoltán؛ زادهٔ ۱ فوریهٔ ۱۹۵۴) قایقران کایاک اهل مجارستان است.